# ジョージ・R・R・マーティン
ジョージ・レイモンド・リチャード・マーティン（George Raymond Richard Martin、1948年9月20日 - ）は、アメリカ合衆国の小説家・編集者・テレビプロデューサー・脚本家。ニュージャージー州ベイヨン生まれ。ノースウェスタン大学卒業。SF作家としてはジョン・ヴァーリイやマイクル・ビショップ、ヴォンダ・マッキンタイアらと同じく70年代に気を吐いた「レイバー・デイ・グループ」の一員に数えられる。
ジョージ・R・R・マーティンと表記されることが多い。

## 略歴
ジョージ・R・R・マーティンは1948年9月20日ニュージャージー州ベイヨンにて生まれる。幼少期のマーティンは、コミック・ブックの熱心な読者・蒐集家でもあった。ハイスクール在学時、編集部へ送った手紙がファンタスティック・フォー #20（1963年11月刊）に掲載された。マーティンはこの手紙が注目されたことで、作家になることを考え始めた。
1970年代初頭マーティンは短編を執筆し始めるが、プロの文筆家としての道のりは容易ではなかった（ある一つの作品は、42もの雑誌に掲載を拒絶された）。しかし彼はくじけず、後に幾つものヒューゴー賞やネビュラ賞を受賞するようになる。ヒューゴー賞、ネビュラ賞にノミネートされた最初の作品は、1973年アナログ誌に掲載された短編 With Morning Comes Mistfall (1973) である。この作品は両賞を取り逃がすが、マーティンはさほど深く気にすることも無く、〈ヒューゴー・アンド・ネビュラ・ルーザーズ〉クラブに加わることは、自分にとって十分に大きな実績だと捉えた。
彼の作品の多くはファンタジーやホラーであるが、初期の幾つかの作品に《一千世界（サウザンド・ワールズ）》または The manrealm として知られる共通の世界観、未来史を舞台にしたサイエンス・フィクション作品がある。またポリティカル・ミリタリー作品も手がけており、ハリイ・タートルダヴ編のアンソロジー The Best Military Science Fiction of the 20th Century に収録されている Night of the Vampyres (1975) などがある。
1980年代に入り、彼はテレビの場にもその活動を広げ、また編集者としても動き始める。CBSのテレビシリーズ『トワイライト・ゾーン』や『美女と野獣』TVシリーズの脚本に参加し、モザイク・ノベル《ワイルド・カード》アンソロジーの編集を行っている。また、ガードナー・ドゾワと共同してクロスジャンル・アンソロジーの編集も行っている。
1991年になってマーティンは再び長編小説の執筆を開始し、1996年ハイ・ファンタジー・シリーズ『氷と炎の歌』の第1巻『七王国の玉座』を上梓する。薔薇戦争やアイヴァンホーに着想を得たこのシリーズは、2016年の段階で全7巻を予定している。第4巻『乱鴉の饗宴』は2005年ニューヨーク・タイムズやウォールストリート・ジャーナルのベストセラー・ランキングのナンバー1となり、2006年にはクィル賞や英国幻想文学大賞にノミネートされた。このシリーズは多くの著作家や一般読者、批評家により高い評価を得ている。第5巻『竜との舞踏』もまたニューヨーク・タイムズなど数々のベストセラー・ランキングのナンバー1となっている。
2011年からはHBOにおいて『氷と炎の歌』に基づいたドラマシリーズ『ゲーム・オブ・スローンズ』が放送され、2019年5月に全8シーズンで完結した。マーティンは製作総指揮および脚本家としてこのシリーズに参加している。
マーティンはジャーナリズム学の講師でもあり（博士号を取得している）、チェス・トーナメントのディレクターも務めている。また趣味として中世を題材にしたミニフィギュアや、そして現在にも続くコミック・ブックの収集を行っており、その蔵書にはスパイダーマンやファンタスティック・フォーの初版が含まれている。彼はインターネットに対しても意欲的であり、「私はeメールやインターネットに使っているマシンとは完全に別のマシンで執筆を行っているため、ウイルスやワームなどの悪夢へある程度の備えをしている。... 私は純DOSマシン上でWordStar 4.0を使い執筆している」と述べている。
2021年2月、HBOのためにロジャー・ゼラズニイの『ロードマークス』の映像化を製作すると報道された。ゼラズニイとは自ら主宰するシェアード・ワールドSF小説「ワイルド・カード」でコラボレーションしている。
2022年2月、マーティンが製作にかかわったゲーム『ELDEN RING』が発売された。
2022年8月、マーティンが製作総指揮を務める、『ゲーム・オブ・スローンズ』の前日譚スピンオフドラマシリーズ『ハウス・オブ・ザ・ドラゴン』が放送開始された。
2023年4月、マーティンも製作総指揮及び脚本家として加わり、『七王国の騎士』を原作としたドラマシリーズの製作が発表された。
2023年9月、ジョン・グリシャム、ジョナサン・フランゼンら17人の作家とともに生成AIの訓練目的に著作物を無断利用したとして、OpenAIに対する集団訴訟の原告に加わった。

## 作風
批評家はマーティンの作品を、暗く冷笑的であると評している。長編としては第一作となる Dying of the Light (1977) は、惑星軌道の異変により太陽が遠ざかって行き、殆ど廃棄された惑星を舞台とし、以降の作品のトーンの多くを備えている。この作品、および他の多くの作品は、抑鬱的な雰囲気を持っている。登場人物は、しばし苦境におかれ、トラジック・ヒーロー（悲劇的ヒーロー）の要素を持つことが多い。評論家T・M・ワグナーは「マーティンは、シェイクスピア的な、度を超えた悲劇への傾倒を持たないとは言えない」と記している。この陰鬱さを受け付けない読者もいる。The Inchoatus Group は「もしあなたが、この本に楽しさが欠けていることで困惑するなら、あるいはもっと安心して読めるものを求めているのなら、別の本を読んだほうがいいだろう」と記している。
彼の描く登場人物は多くの面を持ち、複雑な過去、動機、野望を持つ。パブリッシャーズ・ウィークリー誌は『氷と炎の歌』シリーズについて、「登場人物が複雑な面を持つため、読者はボリュームのある同書でもページをめくる手を止めることはない、それは作者が、トールキンやジョーダンのように、私たちを登場人物の運命に引き込むことに成功しているからだ」と記している。どの登場人物も、非現実的な幸運は与えられず、一方で不幸や苦痛、惨死（見せかけの死であることもある）が、主役・脇役の区別無く、読者の愛着も問わず、あらゆる登場人物に降りかかる。マーティンはこのことについて、ストーリーに深みを与えるために必要だと説明し、「私の描く登場人物が危険にさらされた時、あなたにはページをめくることを恐れるようになって欲しい。そうなれば、あなたは最初から真剣に本を読まざるを得なくなる」とインタビューで語っている。

## ファンに対して

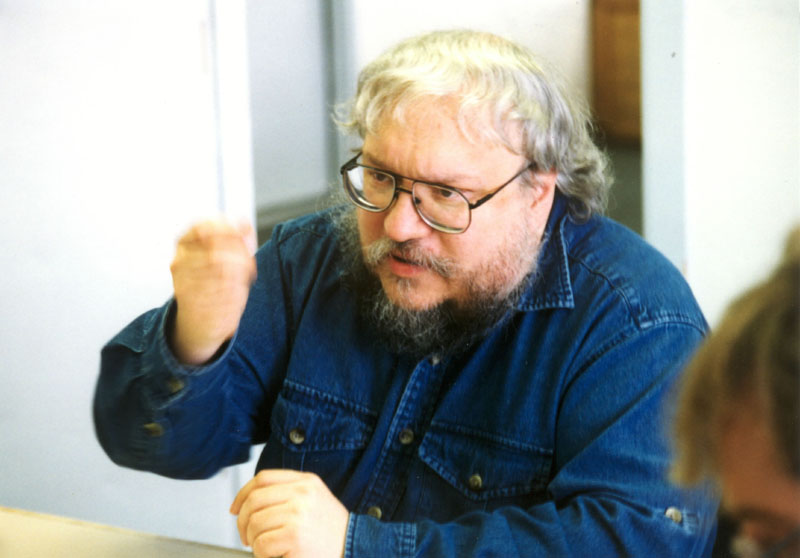
クラリオン・ウェストで指導を行う,
1998年

マーティンはまた、SF大会の常連出席者であり、ファンとの交流に積極的であることで知られている。
自身の公式ファンクラブ Brotherhood without Banners とも良好な関係を築いており、パーティーや慈善活動の場において、彼らを称賛した。2006年12月正会員が1000名を越えたと、公式サイトで発表された。
一方でマーティンはファンフィクションに対しては強く反対する立場を取っており、それらは著作権の侵害であり、また作家志望の者にとっても有害な経験であるとの見解を表明している。彼はどんな知的財産に対しても、二次創作での使用許可を与えていない。

## 著作リスト

### 長編
- 星の光、いまは遠く(Dying of the Light 1977)
- The Armageddon Rag (1983) - 1984年バルログ賞長編小説部門受賞
- 翼人の掟 (Windhaven 1981) - リサ・タトルと共著
- フィーヴァードリーム ( Fevre Dream 1982)
- 『氷と炎の歌』シリーズ

1. 七王国の玉座 (A Game of Thrones 1996) - 1997年ローカス賞、2003年イグノータス賞翻訳長編部門受賞
2. 王狼たちの戦旗 (A Clash of Kings 1998) - 1999年ローカス賞受賞
3. 剣嵐の大地 (A Storm of Swords 2000) - 2001年ローカス賞、2002年 Geffen 賞ファンタジー部門
4. 乱鴉の饗宴 (A Feast for Crows 2004)
5. 竜との舞踏 (A Dance with Dragons 2011)
6. 冬の狂風(仮題、The Winds of Winter 未刊)
7. (A Dream of Spring 未刊)

- ハンターズ・ラン(Hunter's Run 2007) - ガードナー・ドゾワ , ダニエル・エイブラハムと共著

### 短編集・中編集
- A Song for Lya and Other Stories (1977) - 1978年ローカス賞
- サンドキングズ (Sandkings 1981) - 1982年ローカス賞受賞、ハヤカワ文庫SF
- タフの方舟 (Tuf Voyaging 1986) - 商人タフを主人公とした連作短編集。ハヤカワ文庫SFから『1 禍つ星』『2 天の果実』の2分冊で出版されている。
- 『洋梨形の男』 - 中村融編訳、日本オリジナル中短編集、河出書房新社
- 七王国の騎士(A Knight of the Seven Kingdoms) (2015) - 『ダンクとエッグの物語』シリーズの3中編(草臥しの騎士、誓約の剣、謎の騎士)を収録
- 炎と血(Fire & Blood) (2018年11月) - 『氷と炎の歌』シリーズの外伝、ターガリエン家の歴史を描く中編集。

### 短編
- 龍と十字架の道 (The Way of Cross and Dragon 1979) - 1980年ヒューゴー賞、ローカス賞受賞、『サンドキングス』(ハヤカワ文庫SF)に収録
- アイスドラゴン (The Ice Dragon 1980) - 2004年イグノータス賞翻訳短編部門受賞、『S-Fマガジン』2004年12月号に収録
- 〈喪土〉に吼ゆ (In the Lost Lands 1985) - 『S-Fマガジン』2004年12月号に収録
  - ミラ・ジョヴォヴィッチ主演ポール・W・S・アンダーソン監督で映画化[28]
- 思い出のメロディー、『洋梨形の男』(河出書房新社)に収録
- 就業時間、『洋梨形の男』(河出書房新社)に収録
- 成立しないヴァリエーション、『洋梨形の男』(河出書房新社)に収録

### ノヴェラ／ノヴェレット(中編)
- ライアへの賛歌 (A Song for Lya 1974) - 1975年ヒューゴー賞受賞、『世界SF大賞傑作選８』（講談社文庫）に収録
- The Storms of Windhaven (1975) - 1976年ローカス賞。リサ・タトルと共著
- サンドキングズ (Sandkings 1979) - 1980年ヒューゴー賞、ネビュラ賞、ローカス賞受賞、『サンドキングス』 (ハヤカワ文庫SF)に収録
  - Netflixにて映画化予定[29]
- ナイトフライヤー (Nightflyers 1980) - 1981年ローカス賞、アナログAnLab賞、1983年星雲賞海外部門受賞。 『S-Fマガジン』1982年8月号-9月号に収録
  - 1987年に映画化された。
  - 2018年にはSyfyチャンネルで『Nightflyers/ナイトフライヤー』としてTVドラマシリーズ化され[30][31]、アメリカ国外ではNetflixで配信されている。
- Guardians (1981) - 1982年ローカス賞受賞
- モンキー療法 (The Monkey Treatment 1983) - 1984年ローカス賞受賞、『洋梨形の男』(河出書房新社)に収録
- Loaves and Fishes (1984) - 1985年アナログAnLab賞受賞
- 子供たちの肖像　(Portraits of His Children 1985) - 1986年ネビュラ賞、SFクロニクル読者賞受賞、『洋梨形の男』(河出書房新社)に収録
- 洋梨形の男　(The Pear-Shaped Man 1987) - 1988年ブラム・ストーカー賞受賞、『洋梨形の男』(河出書房新社)に収録
- 皮剥ぎ人 (The Skin Trade 1988) - 1989年世界幻想文学大賞中編部門受賞、『ナイトヴィジョン スニーカー』(ハヤカワ文庫NV)に収録
- 『氷と炎の歌』シリーズ
  - 長編からの抜粋
    - Blood of the Dragon (1996) - 『七王国の玉座』からの抜粋 - 1997ヒューゴー賞受賞
    - Path of the Dragon (2000) - 『剣嵐の大地』からの抜粋
    - Arms of the Kraken (2003) - 『乱鴉の饗宴』からの抜粋

  - ダンクとエッグの物語シリーズ
    - 草臥しの騎士(放浪の騎士 七つの王国の物語) (The Hedge Knight 1999) - シリーズの約90年前を舞台とするダンクとエッグの物語シリーズ。アンソロジー『ファンタジイの殿堂 伝説は永遠に(2)』、中編集『七王国の騎士』に収録。
    - 誓約の剣　(日本語未訳 2003) -『放浪の騎士』と同じ主人公の冒険を描くダンクとエッグの物語シリーズ。アンソロジー『The Legends II』、中編集『七王国の騎士』に収録。
    - 謎の騎士 (日本語未訳 2010) -『放浪の騎士』と同じ主人公の冒険を描くダンクとエッグの物語シリーズ。アンソロジー『Warriors』、中編集『七王国の騎士』に収録。

  - ターガリエン家の歴史
    - The Princess and the Queen (日本語未訳 2013) - シリーズの約150年前を舞台とし、双竜の舞踏(The Dance of the Dragons)と呼ばれる内乱を描く。アンソロジー『Dangerous Women』に収録。
    - The Rogue Prince, or, the King's Brother (日本語未訳 2014) - "The Princess and the Queen" の前日譚であり、同作に登場したプリンス・デイモン・ターガリエンの活躍を描く。アンソロジー『Rogues』に収録。
    - The Sons of the Dragon (日本語未訳 2017年10月) - アンソロジー『The Book of Swords』に収録。ターガリエン王朝の第二代、第三代の王であるエイリス一世とメーゴル残酷王の時代を描く。

### アンソロジー
- ワイルドカードシリーズ（英語版） - シェアード・ワールド作品、執筆と編集・編纂を担当
  - 大いなる序章 (Wild Cards 1987)
  - 宇宙生命襲来 (Aces High 1987)
  - 審判の日 (Jokers Wild 1987)
  - Wild Cards IV: Aces Abroad (1988)
  - Wild Cards V: Down & Dirty (1988)
  - Wild Cards VI: Ace in the Hole (1990)
  - Wild Cards VII: Dead Man's Hand (1990)
  - Wild Cards VIII: One-Eyed Jacks (1991)
  - Wild Cards IX: Jokertown Shuffle (1991)
  - Wild Cards X: Double Solitaire (1992)
  - Wild Cards XI: Dealer's Choice (1992)
  - Wild Cards XII: Turn of the Cards (1993)
  - Wild Cards 13: Card Sharks (1993; Book I of a New Cycle trilogy)
  - Wild Cards 14: Marked Cards (1994; Book II of a New Cycle trilogy)
  - Wild Cards 15: Black Trump (1995; Book III of a New Cycle trilogy)
  - Wild Cards XVI: Deuces Down (2002)
  - Wild Cards XVII: Death Draws Five (2006; solo novel by John J. Miller)
  - Wild Cards 18: Inside Straight (2008; Book I of the Committee triad)
  - Wild Cards 19: Busted Flush (2008; Book II of the Committee triad)
  - Wild Cards 20: Suicide Kings (2009; Book III of the Committee triad)
  - Wild Cards 21: Fort Freak (2011)
  - Wild Cards 22: Lowball (2014)
  - Wild Cards 23: High Stakes (2016)
  - Wild Cards 24: Mississippi Roll (2017)

- ガードナー・ドゾワとの共同執筆によるクロスジャンルアンソロジー
  - Songs of the Dying Earth (2009)
  - Warriors (2010)、『The Mystery Knight』を収録。
  - Songs of Love and Death (2010)
  - Down These Strange Streets(2010)
  - Old Mars(2013)
  - Dangerous Women(2013)、『The Princess and the Queen』を収録。
  - Rogues(2014)、『The Rogue Prince, or, the King's Brother 』を収録。
  - Old Venus(2015)

### その他
- The Wit and Wisdom of Tyrion Lannister(2013)、『氷と炎の歌』シリーズからの引用集
- The World of Ice & Fire(2014) 『氷と炎の歌』シリーズの参考文献集(共同執筆)
- Fire and Blood (予定) 『氷と炎の歌』シリーズのターガリエン家の中編集＋参考文献を加えたもの
- Writing and Selling Science Fiction(1977) (翻訳版は『SFの書き方(講談社)(1984)』) アメリカSF作家協会著(ポール・アンダースン、ジェリー・パーネルら、出版当時一線級のSF作家との共著)
- コンピュータゲーム『ELDEN RING』（2022年発売、フロム・ソフトウェア） - 世界観構成[32]。2023年 ネビュラ賞（ゲームライティング部門）受賞[33]